# Zamora CF
Zamora Club de Fútbol – hiszpański klub piłkarski, grający w Segunda División B, mający siedzibę w mieście Zamora.

## Stadion
Domowe mecze klub rozgrywa na stadionie o nazwie Estadio Ruta de la Plata, który może pomieścić prawie 8000 widzów.

## Sezony
| Sezon   | Liga     | Miejsce | Puchar Króla |
| ------- | -------- | ------- | ------------ |
| 1969/70 | Regional | —       |              |
| 1970/71 | Regional | 1.      |              |
| 1971/72 | 3ª       | 4.      |              |
| 1972/73 | 3ª       | 11.     |              |
| 1973/74 | 3ª       | 15.     |              |
| 1974/75 | Regional | 1.      |              |
| 1975/76 | 3ª       | 16.     |              |
| 1976/77 | 3ª       | 15.     |              |
| 1977/78 | 3ª       | 1.      |              |
| 1978/79 | 2ªB      | 9.      |              |
| 1979/80 | 2ªB      | 6.      |              |
| 1980/81 | 2ªB      | 16.     |              |
| 1981/82 | 2ªB      | 3.      |              |
| 1982/83 | 3ª       | 3.      |              |
| 1983/84 | 2ªB      | 13.     |              |
| 1984/85 | 2ªB      | 11.     |              |

| Sezon   | Liga | Miejsce | Puchar Króla |
| ------- | ---- | ------- | ------------ |
| 1985/86 | 2ªB  | 11.     |              |
| 1986/87 | 3ª   | 5.      |              |
| 1987/88 | 3ª   | 6.      |              |
| 1988/89 | 3ª   | 8.      |              |
| 1989/90 | 3ª   | 9.      |              |
| 1990/91 | 3ª   | 2.      |              |
| 1991/92 | 3ª   | 3.      |              |
| 1992/93 | 3ª   | 1.      |              |
| 1993/94 | 3ª   | 5.      |              |
| 1994/95 | 3ª   | 4.      |              |
| 1995/96 | 3ª   | 2.      |              |
| 1996/97 | 3ª   | 4.      |              |
| 1997/98 | 2ªB  | 16.     |              |
| 1998/99 | 3ª   | 1.      |              |
| 1999/00 | 2ªB  | 12.     |              |

| Sezon   | Liga | Miejsce | Puchar Króla |
| ------- | ---- | ------- | ------------ |
| 2000/01 | 2ªB  | 3.      |              |
| 2001/02 | 2ªB  | 15.     |              |
| 2002/03 | 2ªB  | 2.      |              |
| 2003/04 | 2ªB  | 8.      |              |
| 2004/05 | 2ªB  | 4.      |              |
| 2005/06 | 2ªB  | 13.     |              |
| 2006/07 | 2ªB  | 9.      |              |
| 2007/08 | 2ªB  | 3.      |              |

| Sezon   | Liga | Miejsce | Puchar Króla |
| ------- | ---- | ------- | ------------ |
| 2008/09 | 2ªB  | 4.      |              |
| 2009/10 | 2ªB  | 14.     |              |
| 2010/11 | 2ªB  | 13.     |              |
| 2011/12 | 2ªB  | 11.     |              |
| 2012/13 | 2ªB  | 16.     |              |
| 2013/14 | 2ªB  | 7.      |              |
| 2014/15 | 2ªB  | 18.     | II runda     |
| 2015/16 | 3ª   |         |              |

- 24 sezony w Segunda División B
- 20 sezonów w Tercera División
- 3 sezony w Regionalnych ligach

## Sukcesy
Tercera División: 1977/78, 1992/93, 1998/99, 2015/16